# Mantispa pygmaea
Mantispa pygmaea är en insektsart som först beskrevs av Hermann Stitz 1913.  Mantispa pygmaea ingår i släktet Mantispa och familjen fångsländor. Inga underarter finns listade i Catalogue of Life.